# Chondrella
Chondrella is een geslacht van weekdieren uit de klasse van de Gastropoda (slakken).

## Soort
- Chondrella parva (Pease, 1865)